# Нојштат ин Холштајн
Нојштат ин Холштајн (њем. Neustadt in Holstein) град је у њемачкој савезној држави Шлезвиг-Холштајн. Једно је од 36 општинских средишта округа Остхолштајн. Према процјени из 2010. у граду је живјело 16.535 становника. Посједује регионалну шифру (AGS) 1055032, NUTS (DEF08) и LOCODE (DE NHO) код.

## Географски и демографски подаци
Нојштат ин Холштајн се налази у савезној држави Шлезвиг-Холштајн у округу Остхолштајн. Град се налази на надморској висини од 16 метара. Површина општине износи 19,7 km². У самом граду је, према процјени из 2010. године, живјело 16.535 становника. Просјечна густина становништва износи 838 становника/km².

## Међународна сарадња
| Мјесто | Држава | Врста сарадње | Од    |
| ------ | ------ | ------------- | ----- |
| Роне   | Данска | партнерство   | 1992. |
| Извор  |        |               |       |